# Oldřich Stefan
Oldřich Stefan (4. prosince 1900, Praha – 5. května 1969, Prosečnice) byl český architekt a vysokoškolský pedagog. Zabýval se dějinami architektury a naukou o slohu. Působil na Českém vysokém učení technickém v Praze, Akademii výtvarných umění v Praze a Vysoké škole uměleckoprůmyslové v Praze.

## Život
Vystudoval architekturu na ČVUT. Současně navštěvoval přednášky z dějin umění Vojtěcha Birnbauma na Univerzitě Karlově (kolem 1921). V letech 1924-1925 byl na studijním pobytu v Československém historickém ústavu v Římě.
V letech 1930-1935 vyučoval dějiny architektury na fakultě architektury a pozemního stavitelství ČVUT. Roku 1931 se habilitoval a působil současně jako docent nauky o slohu na AVU a na VŠUP. Přednášky kombinoval s exkurzemi a praktickou výukou v terénu (kreslení, zaměřování památek).
V roce 1935 byl jmenován profesorem teorie a dějin architektury na ČVUT. Spojením ústavů architektury starověku a středověku vytvořil Ústav dějin architektury při ČVUT. V roce 1939 byl posledním děkanem fakulty architektury a pozemního stavitelství ČVUT před uzavřením českých vysokých škol..
Po roce 1945 vedl průzkum, záchranu a obnovu Emauzského kláštera. Už během války se podílel se na průzkumech Anežského kláštera, Karolina, měst Chebu, Jindřichova Hradce a Turnova. Dále se podílel na zaměřování památek (Valdštejnský palác a další).
Protože se otevřeně stavěl proti novým svazáckým a komunistickým praktikám na vysokých školách, byl ve vykonstruovaném soudním procesu odsouzen a uvězněn. Zásluhou rodiny a přátel se podařilo jeho předčasné propuštění a soudní rehabilitace. Z vězení se vrátil s podlomeným zdravím. Byl propuštěn z ČVUT do invalidního důchodu.
Umělecká rada AVU, patrně na návrh Jaroslava Fragnera a Miroslava Koreckého, navrhla jeho opětovné přijetí na AVU. Toto gesto morální a rovněž hmotné podpory bylo úspěšné a profesor Stefan se stal od června 1964 opět pedagogem AVU. Byl mu rovněž udělen Řád práce. Zdravotní problémy a psychické následky věznění mu ale již nedovolily pokračovat v pedagogické práci. Zemřel na jaře 1969 v léčebně v Prosečnici.

### Členství v organizacích
- 1924-1939, 1947-1948 Československý historický ústav v Římě
- člen Československé akademie věd; byl předsedou historicko-archeologické sekce
- člen vědecké rady Ústavu teorie a dějin umění ČSAV
- Klub Za starou Prahu
- Umělecká beseda

### Ocenění
- 1957 Výroční cena hlavního města Prahy
- 1966 Řád práce
- 2001 Pocta České komory architektů, in memoriam [2]

## Dílo
Zabýval se především barokní architekturou, dílem architektů Jana Baptisty Matheye a Kiliána Ignáce Dientzenhofera.

### Architektonické dílo - nerealizované návrhy
- návrh budovy Slováckého muzea, Uherské Hradiště
- návrh kostela, Praha - Vršovice
- návrh kostela, Olomouc - Hejčín
- památník slezského odboje, Ostrá hůrka

### Výstavy
- Pražské baroko, Umělecká beseda, Praha, 1938 – oddíl architektura
- Arte Italiana in Cecoslovacchia (Bohemia e Moravia) (Italské umění v Československu), Ústav italské kultury, Praha

### Stavebně-historické průzkumy
- 1934-1935 Karolinum
- Od 1941 Anežský klášter
- 1942-1945 město Turnov
- 1948-1949 město Jindřichův Hradec
- 1953-1954 jádro města Cheb

### Zaměření památek
- 1949-1952 Valdštejnský palác
- 1951 zámek Liběchov
- 1952 Litoměřický hrad
- 1952-1953 domy Na Františku, Praha
- 1952 Skalka u Mníšku pod Brdy

### Publikace
- Pražské kostely, fotografie Miroslav Chalupníček, Praha : Edice Vladimír Žikeš, 1936
- Sloh a architektura, Praha : SVU Mánes, 1940
- Klášter sázavský, Praha : Vyšehrad, 1940
- Klášter blahoslavené Anežky a dílo jeho obnovy : k benedikci prvého obnoveného kostela v památném klášteře na Františku 7. března 1948, Praha : Jednota pro obnovení kláštera blahoslavené Anežky, 1948
- Vývoj architektury ve starověku, Praha : SPN, 1949 – přednášky
- Vývoj architektury : Středověk. Období feudalismu od rozpadu říše římské do počátků renesance, Praha : SPN, 1952
- Mluva pražské architektury, ilustrace Bohumír Kozák, Praha : Orbis, 1956
- Praha včerejška a zítřka, Praha : SNTL, 1956 - spoluautor

Dále otiskl řadu článků v časopisech: Volné směry, Památky archeologické, Architekt SIA, Stavba, Národní listy, Národní politika, Prager Rundschau, Štencovy sborníky, Umění, Věstník Klubu Za starou Prahu
Je autorem hesel ve slovnících:
- Technický slovník naučný, redakce Václav Kotyška a Vladimír Teyssler, Praha : Borský a Šulc, 1927-1949
- Ottův slovník naučný nové doby, Praha : J. Otto : 1930-1943
- Enciclopedia Italiana di scienze, lettere ed arti, Roma : Istituto Giovanni Treccani, 1929-1938

Kompletní soupis díla je uveden ve sborníku .